# Oreodytes natrix
Oreodytes natrix är en skalbaggsart som först beskrevs av Sharp 1884.  Oreodytes natrix ingår i släktet Oreodytes och familjen dykare. Inga underarter finns listade i Catalogue of Life.